# Братская могила советских воинов (Енакиево)
Братская могила советских воинов (город Енакиево) — групповое захоронение (братская могила) воинов Красной Армии, которые погибли в боях и умерли от ран в центральной части города в сентябре 1943 года, во время Великой Отечественной войны.
Находится в г. Енакиево, ул. Партизанская, 98 (на территории Ватутинского кладбища).

## Описание
Боевые действия вели части 34-й, 40-й гвардейских и южной части 320-й стрелковых дивизий (5-я ударная армия). 
Точное количество погибших не известно, в списках военкомата значится 15 фамилий, в том числе женщина — медсестра Маскина Евгения Антоновна (данных о военной части нет).
В 1965 году установили памятник — бетонную стелу (5,5 × 4,0 × 0,8 м) на бетонном постаменте (7,0 × 1,0 × 3,5 м). На стеле находится надпись «1941» «1945». Рядом со стелой установлен обелиск из нержавеющей стали (высота 14,0 м). Возле фундамента обелиска — чугунная плита (1,0 × 1,3 м) с мемориальным текстом и фамилиями.
Текст мемориальной надписи: «Здесь похоронены воины Советской Армии, погибшие при освобождении города Енакиево от немецко-фашистских захватчиков в годы Великой Отечественной войны.»
Ниже 11 фамилий, в том числе с 34-й гвардейской стрелковой дивизии — 5 чел., 40-й гвардейской стрелковой дивизии — 1 чел., 320-й стрелковой дивизии — 6 чел.